# 十返舎亀造・菊次
十返舎亀造・菊次(じっぺんしゃかめぞう・きくじ)は、戦後の東京の漫才師。生前は落語芸術協会所属。五代目古今亭今輔門下。

## 来歴
- 十返舎亀造(じっぺんしゃかめぞう、本名:石橋諦次、1901年12月 - 1953年9月6日)

元は太神楽出身で、初代鏡味小仙の弟子で丸一亀造。1953年9月6日、脳溢血のため、死去。52歳没。
- 十返舎菊次(じっぺんしゃきくじ、本名:一菊冨美江、1912年 - 1972年)

亀造の没後は廃業し三味線の師匠をしていた。

## 概要
- 亀造は太神楽の出で、二代目鏡味小仙とは兄弟弟子にあたり、また時二郎や小松なども兄弟弟子にあたる。寄席で活躍している太神楽芸人の鏡味仙三郎、鏡味健二郎、ボンボンブラザース（鏡味勇二郎・繁二郎）、三代目小仙（丸一仙翁）などから見れば伯父弟子である。
- 戦前に小金を名乗り二代目小仙と組み後見をしていた。しかし終戦でみな曲芸をやる太夫が進駐軍周りに出てしまい口上を述べる後見（メグロとも）が不要になり廃業をした。そこで後見の経験を生かし冨美江を誘い亀造・菊次としてスタートをした。
- 夫婦漫才という資料もあるが全くの他人である。
- 芸術協会の大看板であり談志曰く亀造・菊次に対抗できるのは紙切りの正楽ぐらいであったと回想している。著名人にもファンが多く談志を始め矢野誠一や小沢昭一などもファンであった。当たりギャグは「なんせあっしは旅慣れてやすからねぇ」である。漫才の内容は軽口に近く亀造の豊富な知識を粋で隠した江戸前の漫才が大人気を博した。
- 東宝名人会の漫才大会に出場し長い人気を博していたが、1953年9月6日に亀造が脳溢血で死去。同日はスバル座も焼けている。亀造は都々逸も得意としており渋い声で唸る都々逸は最高であったと、立川談志が語っている。亀造死後に菊次は廃業した。
- また亀造が倒れて死んだときに八代目桂文楽は「あいつは無い知恵を絞りすぎて死んだんですよ。」と自分の本に書いておりその他の芸人も「亀造はない知恵を絞りすぎて頭がハネて死んだ。」と笑いの種にしていた。それを許せなかったと談志は語っている。
- 岡田則夫監修のCD、再発見・ニッポンの音 寄席芸名人会に時二郎との籠毬の曲が残っている。これには太神楽特有の軽口が収録されており芸のかけらを伺うことができる。弟子は自作落語の『出札口』で一世を風靡した三代目三遊亭右女助（後に五代目古今亭今輔門下へ移籍）。また、二代目古今亭圓菊も入門を志した時に、亀造から「古典なら志ん生、新作なら今輔だ」と言われ、志ん生に入門したという逸話が残っている。